# 中山忍
中山忍（日语：／ Nakayama Shinobu，1973年1月18日—），日本女演員、前歌手，1980年代期間曾作為偶像歌手活躍。
她出生於東京都小金井市，曾就读亞細亞大學經濟學部，后中途退学。目前所屬事務所為Office Muse。其親姊是女演員中山美穗。

## 簡歷
在家中三姊弟中排行第二，姊姊是中山美穗，還有一位小九歲的同母異父的弟弟。

### 偶像時期
15歲時，在日本成田國際機場為在當時已經是偶像巨星的姊姊中山美穗送行時，被星探發掘而出道。18歲時，為了累積作為女演員的經驗，結束了短短兩年的偶像歌手身份，從此便一直專職於演員的領域。

### 演員時期
1994年與華人國際武打巨星李連杰合拍香港電影《精武英雄》，飾演女主角「山田光子」。1995年出演日本特攝怪獸電影《卡美拉 大怪獸空中決戰》（台譯《神龜大戰飛天怪獸》），憑此電影獲得多個最佳女配角的獎項。其中同年的橫濱電影節和藍絲帶獎，姐姐中山美穗憑電影《情書》獲得最佳女主角獎項，成為史上第一對同時獲獎的姊妹。1999年出演日本特攝怪獸電影《卡美拉3 邪神覺醒》。
以「長峰真弓」一角出演的「平成卡美拉三部曲」中的兩部曲皆獲得高度評價。

## 軼事
1994年拍攝香港電影《精武英雄》期間，與男主角李連杰傳出「中山忍單戀李連杰」的緋聞。
(現已被證實該傳聞的緣由是來自於1996年中山忍接受華人媒體的相關訪談)
【1996年中山忍的訪談報導】 （页面存档备份，存于）

## 出演作品

### 電影
- 《Doki Doki Virgin 再一次 I LOVE YOU（日语：Doki Doki ヴァージン もういちど I LOVE YOU）》（1990年）
- 《夜逃屋本舖2（日语：夜逃げ屋本舗）》（1993年）- 飾 新珠夏貴
- 《哥吉拉vs機械哥吉拉》（1993年）- 飾 新珠夏貴[2]
- 《高校仁義外傳 地上爬行者（日语：はいすくーる仁義）》（1994年）
- 《精武英雄》（1994年）- 飾 山田光子
- 《犯人（ホシ）に願いを》（1995年，萬代影像））- 飾 細野辰興
- 《卡美拉系列》（大映） - 飾 長峰真弓
  - 《加美拉 大怪獸空中決戰》（1995年）
  - 《加美拉3 邪神覺醒》（1999年）
- 《宮澤賢治 其愛（日语：宮澤賢治_その愛）》（1996年）- 飾 伊藤智惠
- 《沒有墓地！（日语：お墓がない!）》（1998年）
- 《交叉火力（日语：クロスファイア_(小説)）》（2000年）
- 《千年之恋_光源氏物语》（2001年）- 飾 葵之上
- 《戀愛吧♪（日语：恋に唄えば♪）》（2002年）- 飾 空服員
- 《波羅的海樂園（日语：バルトの楽園）》（2006年）- 飾 松
- 《大奧》（2006年）- 飾 藤川（繪島貼身侍女）
- 《再見暑假》（2010年）
- 《戀之環 婚活巡遊》（2017年）- 飾 優子[3][4]
- 《honey》（2018年）- 飾 鬼瀨香緒裡[5]
- 《時之行路（日语：時の行路#映画）》（2020年）- 飾 五味夏美
- 《放學後的釣魚生活（日语：女子高生の放課後アングラーライフ#映画）》（2023年）- 飾 目指之母[6][7]

## 音樂作品

### 單曲
| 発売日         | 規格  | 規格品番  | 面 | タイトル                 | 作詞       | 作曲       | 編曲     |
| -------------- | ----- | --------- | -- | ------------------------ | ---------- | ---------- | -------- |
| 1988年11月2日  | EP    | 07SH-3117 | A  | 小さな決心               | 森雪之丞   | 後藤次利   | 佐藤準   |
| 1988年11月2日  | 8cmCD | 10EH-3117 | B  | 明日の恋人               | 森雪之丞   | 後藤次利   | 佐藤準   |
| 1989年2月1日   | EP    | 07SH-3158 | A  | 涙、止まれ！             | 森雪之丞   | 後藤次利   | 佐藤準   |
| 1989年2月1日   | 8cmCD | 10EH-3158 | B  | 夢と風の季節             | 森雪之丞   | 後藤次利   | 佐藤準   |
| 1989年5月1日   | EP    | 07SH-3274 | A  | 負けないで、勇気         | 森雪之丞   | 後藤次利   | 米光亮   |
| 1989年5月1日   | 8cmCD | 10EH-3274 | B  | 夏のエトランゼ           | 及川眠子   | 網倉一也   | 佐藤準   |
| 1989年8月10日  | EP    | 07SH-3318 | A  | 夏に恋するAWATENBO       | 森雪之丞   | 後藤次利   | 米光亮   |
| 1989年8月10日  | 8cmCD | 11EH-3318 | B  | 雨に濡れた制服           | 森雪之丞   | 後藤次利   | 米光亮   |
| 1989年11月1日  | 8cmCD | CSDL-3022 | A  | 駈けてきた処女（おとめ） | 阿木燿子   | 井上陽水   | 佐藤準   |
| 1989年11月1日  | 8cmCD | CSDL-3022 | B  | 軽蔑                     | 森雪之丞   | 後藤次利   | 後藤次利 |
| 1990年3月1日   | 8cmCD | CSDL-3067 | A  | 光のオペラ               | 巻上公一   | 奥田民生   | 有賀啓雄 |
| 1990年3月1日   | 8cmCD | CSDL-3067 | B  | ときめきを唇に           | 石川あゆ子 | 中崎英也   | 鷺巣詩郎 |
| 1990年7月1日   | 8cmCD | CSDL-3119 | A  | 箱入り娘の嘆き           | YOU        | 戸田誠司   | 戸田誠司 |
| 1990年7月1日   | 8cmCD | CSDL-3119 | B  | 告白インフォメーション   | 森若香織   | 森若香織   | 有賀啓雄 |
| 1990年12月21日 | 8cmCD | CSDL-3214 | A  | ロマンティック           | 山崎羽咲   | 高浪慶太郎 | 小西康陽 |
| 1990年12月21日 | 8cmCD | CSDL-3214 | B  | ふたりは出逢える         | 中山忍     | 木戸泰弘   | 清水信之 |

「楽天使」名義（河田純子、田山真美子との期間限定ユニット）
- 天使たちのシンフォニー （1989年12月17日、CSDL-3047）
  - c/w　天使たちのシンフォニー（インストゥルメンタル）

「七つ星」名義（河田純子、田山真美子、Lip's、宍戸留美）との期間限定ユニット
- リボン結びのWAKU WAKU（1990年11月21日、CSDL-3193）
  - c/w  12月の特別な夜

### 專輯

#### 原創專輯
1. 決心（1989年6月1日）
2. 虹のリトグラフ（1989年12月1日）
3. 箱入り娘〜このままじゃいられないわ〜（1990年8月1日）

#### 精選專輯
1. 今日までそして明日から（1991年1月1日）
「花は何処にあるの？」（作詞・作曲：村下孝蔵）収録
2. アイドル・ミラクルバイブルシリーズ 中山忍（2005年11月30日）

## 書籍

### 写真集
- でかダンク 中山忍 16才・夏 女子高生通信（1989年7月、集英社、撮影：根本好伸）
- SILKY（1990年11月、ワニブックス、撮影：野村誠一）ISBN 978-4847021626
- blue tomato〈TYO tiny pictures〉（1991年1月、CBSソニー出版）ISBN 978-4789706247

## 獎項

### 電影
- 1995年：第38回藍絲帶獎 助演女優賞（卡美拉 大怪獸空中決戰）
- 1995年：第17回橫濱電影節 助演女優賞（卡美拉 大怪獸空中決戰）
- 1996年：第19回日本電影學院獎 優秀助演女優獎（卡美拉 大怪獸空中決戰）